# Henri Crombez
Pour les articles homonymes, voir Crombez.
Henri Louis Benjamin Ghislain Crombez, né à Bruxelles, le 27 avril 1856 et décédé le 23 janvier 1941 à Taintignies, fut un homme politique belge francophone libéral.

## Biographie
Henri Crombez est le fils de François Crombez et le frère d'Isabelle Crombez. Marié avec Désirée Leclercqz, il est le père de l'aviateur Henri Crombez (1893-1960), ainsi que le beau-père de Charles de Romrée de Vichenet et de Pierre de Bosque.
Il fut agriculteur.
Il fut échevin et bourgmestre de Taintignies et membre du parlement,,. Il est président de la Commission provinciale des bourses d'études du Hainaut.